# Sonja Fuss
Sonja Fuss (Bona, 5 de novembro de 1978) é uma futebolista alemã. Foi medalhista olímpica pela seleção de seu país.